# Các chuẩn phát hành phim lậu
Với sự xuất hiện của các nhóm phát hành phim lậu, một bộ phim thường sẽ được phát hành dưới nhiều định dạng và phiên bản khác nhau bởi nguồn phim gốc của các nhóm có thể sẽ khác nhau. Thường thì bản phim đầu tiên sẽ có chất lượng thấp (do chưa có nguồn), và cuối cùng được thay thế bởi các bản phim có chất lượng cao hơn, khi những nguồn phim tốt hơn xuất hiện.

## Các định dạng
Dưới đây là bảng thống kê các định dạng phim lậu cùng với nguồn tương ứng của chúng, xếp theo thứ tự từ chất lượng thấp nhất đên cao nhất.
| Loại | Ký hiệu                               | Chất lượng                                                            |
| --- | ------------------------------------- | --------------------------------------------------------------------- |
| Cam | CAMRip CAM                            | Thường gặp; Các vấn đề về chất lượng khiến định dạng này kém phổ biến |
| Được thu trực tiếp từ các rạp chiếu phim bằng máy quay kỹ thuật số hoặc điện thoại di động, đôi khi có sử dụng chân cắm mini, vì thế máy quay có thể rung. Tùy theo vị trí ngồi mà phim được quay từ các góc độ khác nhau. Chất lượng tùy thuộc vào người quay và độ phân giải của máy quay, có thể từ rất tệ đến tương đối tốt. Âm thanh được lấy từ micro onboard của máy quay và trong đó thường xuyên có tiếng ồn vì thu từ rạp, chẳng hạn tiếng khán giả nói hoặc cười đùa. Hình ảnh cũng có thể bị ảnh hưởng khi có khán giả đứng dậy trước ống kính. Do đó, chất lượng âm thanh, hình ảnh thường rất kém, nhưng đôi khi cũng có may mắn, rạp chiếu phim khá trống và âm thanh sẽ được thu tốt hơn. |                                       |                                                                       |
| Telesync | TS TELESYNC PDVD                      | Rất phổ biến                                                          |
| Một bản Telesync cũng tương tự như Cam, ngoại trừ việc nó được kết nối trực tiếp nguồn âm thanh (rất có thể là một jack âm thanh trong ghế cho người có vấn đề về thính lực), và người quay có thể sử dụng một máy quay chuyên nghiệp có chân máy. Tuy nhiên, một nguồn âm thanh trực tiếp không đảm bảo chất lượng tốt, nguồn âm thanh khác như rất nhiều tiếng ồn xung quanh có thể xen vào. Nhiều khi, Telesyncs cũng được quay tại một rạp chiếu phim trống với một máy quay chuyên nghiệp, tạo ra chất lượng hình ảnh tốt hơn bản Cam. Đôi khi bản cam có thể bị ghi nhầm là telesync. |                                       |                                                                       |
| Workprint | WP WORKPRINT                          | Rất hiếm                                                              |
| Bản sao từ một bản phim chưa hoàn chỉnh của hãng sản xuất phim. Thường bản workprint chưa hoàn thiện về hiệu ứng kỹ xảo và ghép lớp, và thường có sự sai khác so với bản chính thức chiếu ngoài rạp. Một số bản workprint có số hiệu thời gian gắn ở góc khung hình, và có thể có dấu bản quyền. Bản workprint có thể chứa những nội dung không xuất hiện trong bản phim cuối, và cũng có thể thiếu đi một số chi tiết so với bản hoàn chỉnh. |                                       |                                                                       |
| Telecine | TC TELECINE                           | Khá hiếm; chủ yếu do sự xuất hiện của bản R5                          |
| Một bản phim lấy từ cuộn phim gốc sử dụng một loại máy có khả năng chuyển đổi hình ảnh từ cuộn phim analog sang định dạng kỹ thuật số. Định dạng này không phổ biến vì máy telecine thường đắt tiền và rất cồng kềnh. Tuy nhiên, hiện nay chúng đang trở nên phổ biến hơn. Telecine có chất lượng tương đương DVD, bởi kỹ thuật sử dụng cũng tương tự kỹ thuật được sử dụng để số hóa phim sang DVD. Tuy nhiên, phim thành phẩm thường có chất lượng kém vì nguồn phim thường là những cuộn phim sao chép kém chất lượng. Máy telecine thường cho chất lượng màu kém hơn DVD. |                                       |                                                                       |
| Pay-Per-View Rip | PPV PPVRip                            | Phổ biến                                                              |
| PPVRip đến từ các nguồn Pay-Per-View. Các bản PPVRip là những phim hoàn toàn mới chưa được phát hành ra Screener hoặc DVD, nhưng đã xuất hiện cho các khách thuê khách sạn giải trí. |                                       |                                                                       |
| Screener | SCR SCREENER DVDSCR DVDSCREENER BDSCR | Rất phổ biến                                                          |
| Các phiên bản DVD hoặc đĩa Blu-ray được phát hành sớm của một bộ phim đang chiếu rạp, thường được chuyển đến cho các nhà phê bình phim hoặc thành viên Viện hàn lâm Hoa Kỳ và các giám đốc để phục vụ công tác đánh giá. Bản screener thường có dòng chữ đè lên hình ảnh với nội dung tương tự như: "Bộ phim bạn đang xem là một phiên bản quảng bá. Nếu bạn mua được nó ở một cửa hàng bán lẻ, vui lòng liên hệ 1-800-KHÔNG-SAO-CHÉP để thông báo cho chúng tôi." hoặc thường gặp hơn nếu phim được sao ra nhằm mục đích hỗ trợ việc đánh giá trao giải, "ĐỂ BẠN CÂN NHẮC ĐÁNH GIÁ." Ngoài ra, một số hãng phim phát hành bản screener với một số cảnh bị làm đen trắng. Bên cạnh đó, các bản screener thường có chất lượng kém hơn bản DVD-Rip bán lẻ, bởi việc master DVD này thường được đầu tư ít tiền hơn. Một số bản screener bị cắt xén để loại bỏ dòng chữ cảnh báo và dán mác DVD-Rip. |                                       |                                                                       |
| Digital Distribution Copy hoặc Downloadable/Direct Digital Content | DDC                                   | Phổ biến                                                              |
| Bản sao phát hành kỹ thuật số (DDC) về cơ bản giống như Screener, nhưng được gửi đi bằng định dạng kỹ thuật số (qua giao thức FTP, HTTP, vân vân.) tới các công ty thay vì qua đường bưu điện. Chất lượng kém hơn R5 nhưng cao hơn Cam hoặc Telesync. |                                       |                                                                       |
| R5 | R5 R5.LINE R5.AC3.5.1.HQ              | Rất phổ biến                                                          |
| R5 là DVD bán lẻ từ vùng 5. Vùng 5 bao gồm tiểu lục địa Ấn Độ, phần lớn châu Phi, Cộng hòa Dân chủ Nhân dân Triều Tiên, Nga và Mông Cổ. Mỗi DVD được phát hành trong một khu vực địa lý nhất định và sẽ không thể xem được trên DVD Player ngoài vùng đó. R5 ở đây có nghĩa là Vùng 5 bao gồm Nga và các nước Đông Âu... Vì Nga là nước có tỉ lệ vi phạm bản quyền cao nên R5-DVD thường được phát hành sớm nhất (chậm chân là có bản CAM hay TS ngay, không ai mua DVD nữa). Các bản R5 khác với những bản phát hành thông thường ở chỗ chúng được chuyển đổi qua telecine trực tiếp mà không qua xử lý hình ảnh. Nếu DVD không có đường tiếng bằng ngôn ngữ tiếng Anh, video R5 sẽ được đồng bộ với một nguồn âm thanh bằng tiếng Anh đã được phát hành trước đó (trong trường hợp này tên phim sẽ có thêm ký hiệu LiNE. Điều này có nghĩa là chất lượng âm thanh thường không bằng DVD-Rip. Để giiar quyết chất lượng âm thanh kém này, một số nhóm phát hành đã trích xuất âm thanh 5.1 kênh chất lượng cao từ bản tiếng Nga hoặc tiếng Ukraina về và chỉnh sửa lại bằng phần mềm biên tập âm thanh. Họ loại bỏ phần lời thoại không phải là tiếng Anh đi rồi đồng bộ với phần âm thanh còn lại vốn chứa các hiệu ứng âm thanh và âm nhạc chất lượng cao với phần lời thoại bằng tiếng Anh lấy từ một nguồn phát hành trước đó, thường gặp nhất là nguồn LiNE, nhờ đó sản phẩm sẽ có hiệu ứng âm thanh và âm nhạc chất lượng cao. Kết quả của việc này là một đường tiếng có hiệu ứng âm thanh vòm gần bằng đĩa DVD bán lẻ. Các bản phim loại này thường có ký hiệu AC3.5.1.HQ và đính kèm chi tiết về kỹ thuật xử lý âm thanh. Các vùng còn lại bao gồm: - R0 Không chứa mã vùng - R1 Hợp chúng quốc Hoa Kỳ, Canada - R2 châu Âu bao gồm Thổ Nhĩ Kỳ, Hy Lạp, Ả Rập, Nhật Bản, Israel và Nam Phi - R3 Hàn Quốc, Việt Nam, Thái Lan, Borneo và Indonesia - R4 Australia và New Zealand, Mexico, vùng Caribbean, và Nam Mỹ - R5 Ấn Độ, châu Phi (ngoại trừ Hy Lạp, Nam Phi, Swaziland, và Lesotho), Nga và các nước thuộc Liên Xô cũ - R6 Cộng hòa dân chủ nhân dân Trung Hoa - R7 Dành riêng cho việc sử dụng trong tương lai, Các DVD liên quan đến MPAA và các "bản sao" trước khi chiếu rạp ở châu Á - R8 Dùng cho máy bay/tàu du lịch - R9 Vùng mở rộng (thường được sử dụng như là đĩa không có mã vùng) R1 và R2 được coi là những nguồn có chất lượng cao nhất. |                                       |                                                                       |